# Ликург Спартанский
Лику́рг (др.-греч. Λυκοῦργος; по разным данным, IX, VIII, VII или VI век до н. э.) — древнегреческий политический деятель, которому приписывают реформы государственного строя Спарты.
Данные о нём в сохранившихся источниках противоречивы. Ликург принадлежал к одной из спартанских царских династий (к Агиадам или Еврипонтидам), правил в качестве опекуна своего племянника — либо Харилая, либо Леобота. Опираясь на повеления дельфийского оракула и на собственный опыт, почерпнутый, в частности, на Крите, он провёл политические преобразования: учредил или реорганизовал совет старейшин (герусию), в который начали включать царей, сделал более упорядоченной работу народного собрания (апеллы), а по некоторым данным, создал контролирующий орган — эфорат; в результате Спарта превратилась в аристократический полис с ограниченной царской властью. Некоторые древние авторы приписывают Ликургу более широкие реформы, в результате которых сформировались все социально-экономические и культурные особенности Спарты классической эпохи. По этим данным, именно Ликург создал «общество равных», разделив государственную землю на равноценные неотчуждаемые участки (клеры), запретил хождение золотой и серебряной монеты, минимизировал отношения между Спартой и окружающим миром, разработал специфическую систему воспитания.
В исторической науке долгое время было распространено мнение о том, что Ликург — вымышленная личность (либо очеловеченный бог архаической эпохи, либо собирательный образ спартанского законодателя). В современной историографии господствуют представления об историчности этой фигуры. Ведутся дискуссии о времени жизни Ликурга, о том, какие реформы он провёл сам, а какие были ему приписаны.

## Общие трудности
Данные античной традиции о Ликурге фрагментарны и крайне противоречивы. О спартанском законодателе писали очень многие древнегреческие авторы, но сохранилась лишь ничтожная часть этих сообщений, причём по каждому пункту биографии мнения расходятся. С этим связаны дискуссии в историографии по ряду вопросов. В целом проблемы, связанные с личностью Ликурга и его законодательством, относят к наиболее сложным и запутанным в истории Спарты.

## Хронология
Для всех античных авторов, писавших о Ликурге, характерно стремление датировать его деятельность временами далёкой древности. У Ксенофонта это эпоха первых Гераклидов, то есть Прокла и Еврисфена (XI век до н. э.), у Геродота — время правления в Спарте царя Леобота (начало или первая половина X века до н. э.). Фукидид, не называющий Ликурга по имени, пишет, что к началу Пелопоннесской войны (431 год до н. э.) Спарта «более четырёх веков пребывала в состоянии благозакония», и это позволяет ввести дату — конец IX века до н. э. или примерно 831 год до н. э. Исследователь Н. Хэммонд предположил, что Геродот и Фукидид, действуя по-разному (опираясь на список царей в первом случае и вычисляя дату от современных событий во втором), имеют в виду одну и ту же дату, взятую из спартанской традиции.
Эратосфен и Аполлодор Афинский датируют законодательство Ликурга концом IX или началом VIII века до н. э., Эфор — периодом между 885 и 869 годами до н. э.  (или примерно 870 годом до н. э.). Аристотель, по его словам, прочёл имя Ликурга на диске из Олимпии, где, по-видимому, были записаны правила священного перемирия. Соответственно спартанский законодатель оказывается современником первой Олимпиады, состоявшейся в 776 году до н. э., и это самая поздняя из античных датировок.
В целом хронологический диапазон, в который помещают Ликурга древние авторы, составляет более чем три века. У исследователей тоже нет единого мнения о датах. Долгое время благодаря авторитету Фукидида каноническим считался вариант, предложенный этим автором, конец IX века, но в современной историографии существуют три основных датировки.
Первый вариант примерно соответствует классическому: конец IX — середина VIII веков до н. э., время до Первой Мессенской войны. Его сторонники в целом доверяют античной традиции и пытаются сгладить отдельные частные несостыковки. Скажем, Н. Хэммонд полагает, что хронологические выкладки Фукидида и Аристотеля не противоречат друг другу: Ликург мог примерно в 810 году до н. э., «в расцвете лет», провести свои реформы, а спустя 34 года в качестве геронта действовать в Олимпии. Некоторые учёные делают важную оговорку: Ликург мог жить на рубеже IX и VIII веков, а вот преобразования, которые ему приписывают, могли пройти позже, не ранее конца VII века до н. э. (версия А. Гомма) или даже в VI веке до н. э. (версия Г. Берве).
Вторая дата — период между Первой и Второй Мессенскими войнами, конец VIII — первая половина VII веков до н. э. В подтверждение этой датировки звучат мнения, что в надписи на олимпийском диске мог упоминаться другой Ликург (мифологический герой из аркадского цикла (версия Э. Мейера) или легендарный царь Немеи в Арголиде), либо что сам диск мог относиться к более поздней эпохе — примерно к 700 году до н. э., когда Спарта (предположительно) впервые заинтересовалась олимпийскими делами).
Наконец, в рамках третьей гипотезы реформы Ликурга относят к периоду после Второй Мессенской войны, к VI веку до н. э., но часто связывают с другими законодателями, которые остались неизвестными. Сторонники этой версии утверждают, что отсталая Спарта не могла обзавестись письменными законами раньше более развитых Афин и Коринфа, а данные древних авторов о Ликурге считают ненадёжными.

## Биографические данные
Источники причисляют Ликурга к одному из двух царских домов Спарты и, соответственно, к потомству мифологического героя Геракла. По данным Геродота, он был сыном или внуком царя Агиса I — основателя династии Агидов/Агиадов. Согласно версии «большинства авторов», изложенной у Плутарха, Ликург принадлежал к династии Эврипонтидов и был сыном царя Евнома от второй жены, Дионассы, и младшим единокровным братом царя Полидекта; исследователь Ю. Андреев в связи с этим констатирует, что имя Евном «слишком подходящее для отца законодателя, чтобы считаться подлинным». Плутарх пишет со ссылкой на Симонида и об альтернативной родословной, согласно которой Ликург был братом Евнома и сыном царя Пританея/Пританида.
Исследователи считают все эти данные вымыслом, относящимся к классической эпохе. По-видимому, каждая из двух правящих династий Спарты хотела считать Ликурга своим представителем, но признать его пост-фактум царём было невозможно: списки спартанских правителей были общеизвестным источником. Оставалось сделать Ликурга сыном и младшим братом царей, опекуном при малолетнем племяннике. В рамках плутарховой версии Ликург опекал Эврипонтида Харилая, а согласно Геродоту — Агида/Агиада Леобота.
Плутарх утверждает, что будущий законодатель всё-таки унаследовал власть после смерти брата Полидекта, но вскоре выяснилось, что вдова последнего беременна. Тогда Ликург заявил, что передаст власть будущему ребёнку, если это будет мальчик. Царица тайно предложила ему избавиться от плода при условии, что Ликург потом возьмёт её в жёны; тот притворно согласился, но настоял на сохранении ребёнка и родах, пообещав, что «уберёт с дороги новорожденного». На свет появился мальчик, и дядя тут же провозгласил его царём. Таким образом, правление Ликурга продлилось всего восемь месяцев.
Позже Ликургу пришлось оставить родину из-за постоянных столкновений с матерью Харилая и её родственниками (в частности — братом Леонидом). Он объездил соседние страны, в пути изучая чужой государственный строй, законы и нравы. Ликург побывал на Крите (по данным Аристотеля, он долго жил в городе Ликт на этом острове"), а потом в Ионии, которая ассоциировалась у эллинов с роскошью и изнеженностью. Там он впервые прочёл поэмы Гомера, тогда ещё малоизвестные, и «найдя, что в них… заключено много чрезвычайно ценного для воспитателя и государственного мужа, тщательно их переписал и собрал, чтобы увезти с собою». Согласно Эфору, на Хиосе Ликург встретился с самим Гомером. Затем его путь лежал в Египет. Спартанский писатель Аристократ, сын Гиппарха, утверждал, что Ликург побывал ещё в Африке и на крайнем западе Ойкумены, в Испании, а также далеко на востоке — в Индии, где беседовал с гимнософистами.
Тем временем на родине Ликурга происходили гражданские смуты. По словам Плутарха, «народ осмелел, а цари… либо крутыми мерами вызывали ненависть подданных, либо, ища их благосклонность или по собственному бессилию, сами перед ними склонялись, так что беззаконие и нестроение надолго завладели Спартой». Ликурга много раз просили вернуться и взять в свои руки власть, связывая с ним надежды на стабилизацию. Наконец, он согласился, но прежде всего съездил в Дельфы. Пифия ответила на его вопрос, что «божество обещает даровать спартанцам порядки, несравненно лучшие, чем в других государствах». Ободрённый этим ответом, Ликург начал свои преобразования.
По данным софиста Гиппия, Ликург «был муж испытанной воинственности, участник многих походов». Впрочем, другие авторы называют его человеком миролюбивым, а некоторые связывают с его именем идею священного перемирия во время Олимпийских игр. По одной из версий античной традиции, Ликург приехал на первую Олимпиаду как частное лицо, но внезапно услышал голос, порицавший его за то, что он «не склоняет сограждан принять участие в этом всеобщем торжестве». Ликург счёл это знамением и присоединился к царю Элиды Ифиту, чтобы «сделать празднество более пышным и славным, дать ему более надёжное основание».
Когда реформы были завершены, законодатель объявил народному собранию, что остался ещё один вопрос, относительно которого он должен попросить совета у Аполлона. Ликург добился от спартанцев клятвы, что они будут сохранять верность новым законам до его возвращения, и отправился в Дельфы. Пифия ответила ему, что «законы хороши, и город пребудет на вершине славы, если не изменит Ликургову устройству». Текст прорицания Ликург отправил на родину; сам же он уморил себя голодом, чтобы спартанцы оказались навечно связаны клятвой.
«Для него, рассудил он, после прекраснейших подвигов, которые он свершил, эта смерть будет поистине венцом удачи и счастья, а для сограждан, поклявшихся хранить верность его установлениям, пока он не вернётся, — стражем тех благ, которые он доставил им при жизни».
В историографии существует мнение о том, что Ликургу пришлось уйти в изгнание из-за сопротивления, которое встретили его реформы. Плутарх пишет, что законодателя «люто возненавидели богачи», так что однажды ему даже пришлось бежать с площади под градом камней. Молодой спартиат по имени Алкандр ударом палки выбил Ликургу глаз. Тот в память об этом событии построил храм Афины Оптилептиды.
Законодатель умер, по одним данным, в Кирре, по другим — в Элиде или на Крите. По словам Аристоксена, критяне показывали путешественникам могилу Ликурга у большой дороги близ города Пергам. Согласно Аристократу, сыну Гиппарха, тело умершего, в соответствии с его последней волей, сожгли, а пепел развеяли над морем.
У Плутарха упоминается сын Ликурга по имени Антиор, который умер бездетным. В последующие эпохи ни один из спартанцев не возводил к законодателю своё происхождение.

## Законодательство

### Большая Ретра
В составе ликурговой биографии, написанной Плутархом, сохранился текст законодательного акта «Большая Ретра», взятый, по-видимому, из полностью утраченной «Лакедемонской политии» Аристотеля. Он составлен в форме повеления Аполлона тому, кто задал вопрос, и гласит: «Воздвигнуть храм Зевса Силланийского и Афины Силланийской. Разделить на филы и обы. Учредить 30 старейшин с вождями совокупно. От времени до времени созывать Собрание меж Бабикой и Кнакионом, и там предлагать и распускать, но господство да принадлежит народу» .
Все исследователи за редкими исключениями считают, что это действительно текст древнего документа; учёные, признающие историчность Ликурга, связывают Большую Ретру с его именем. Документ, по-видимому, хранился в государственном архиве Спарты, а на раннем этапе закон мог функционировать в устной форме. Из текста следует, что Зевс и Афина объявлялись покровителями общины (о семантике эпитета Силланий/Силлания, который больше нигде не встречается, у учёных нет единого мнения).
В Ретре упоминаются филы (единицы родового деления общества) и обы — территориальные образования, которые ещё называют деревнями; в Лаконике существовали четыре спартанские обы (Лимны, Киносура, Месоа и Питана) и одна ахейская — Амиклы. По-видимому, Ликург заменил (полностью или частично) родовое деление на территориальное, но из-за лаконичности Ретры исследователям остаётся только выдвигать гипотезы о деталях. Так, Н. Хэммонд предположил, что вместо родовых фил были созданы принципиально новые подразделения с тем же названием, каждая из которых занимала территорию одной из об. При этом старые филы, делившиеся на фратрии (роды), продолжали существовать и сохраняли значение для религиозной жизни, тогда как новые филы были важны в первую очередь с военно-политической точки зрения: на основе каждой из них формировался армейский полк, лох.

### Герусия и апелла
Самая первая и самая главная реформа Ликурга, по словам Плутарха, — учреждение совета старейшин, герусии. Это был главный правящий орган Спарты, подчинявшийся, правда, народному собранию. Предположительно герусия существовала и до Ликурга, но была им реорганизована. Численность геронтов могла быть зафиксирована на уровне 30 человек, комплектование по родовым филам могло быть отменено, но при этом сохранились возрастной и сословный цензы.
По данным Аристотеля (исследовательница Л. Печатнова допускает историчность этого сообщения), Ликург сформировал герусию из своих друзей и единомышленников, но установил чёткий порядок формирования этого органа на будущее. После смерти геронта на его место избирали спартиата старше 60 лет — «того, кто будет признан самым доблестным». Эта формулировка предполагала в первую очередь знатность, а во вторую — определённый набор нравственных качеств, который должен сопутствовать высокому происхождению. В итоге герусия стала органом сословной власти (не родовой, как раньше).
В число геронтов при Ликурге начали включать и царей (в Большой Ретре они упомянуты как архагеты). Предположительно таким образом был зафиксирован статус правителей как всего лишь первых среди равных; это означало превращение Спарты в полис с аристократической формой правления.
Фраза из Большой Ретры «господство да принадлежит народу» означает, что народному собранию (апелле) принадлежало право принимать окончательные решения по политическим вопросам. Полномочия апеллы были ограниченными: «Никому из обыкновенных граждан не дозволялось подавать своё суждение, и народ, сходясь, лишь утверждал или отклонял то, что предложат старейшины и цари». Значение реформы Ликурга в том, что народное собрание отныне созывали регулярно и в определённом месте, так что апелла превратилась из сходки воинов гомеровского типа в полноценный и значимый государственный орган.

### Эфорат
Геродот приписывает Ликургу введение нового политического института — эфората. Речь о специальных должностных лицах («эфор» означает «наблюдатель за звёздами», «смотрящий вверх»), которых избирало народное собрание для контроля над другими органами власти. Эфоры созывали апеллу и герусию и председательствовали на их заседаниях, они ведали финансами и внешней политикой, наблюдали за поведением спартиатов, могли требовать от царей объяснений по конкретным вопросам и даже отменять их решения. Эфоры получили судебные полномочия и право досудебного ареста, с которым была связана возможность приостанавливать полномочия должностных лиц.
По альтернативным данным, эфоры появились в Спарте позже, при царе Феопомпе.

### Общество равных
Многие античные авторы связывают с именем Ликурга, помимо тех новшеств, которые зафиксированы в Большой Ретре, все особенности политической и общественной жизни Спарты, относящиеся к классической эпохе. Аристотель пишет о создании Ликургом полноценной конституции, регулировавшей все стороны жизни полиса; Плутарх приписывает законодателю мощное влияние и на политику, и на систему воспитания, и на аграрное устройство.
Аристотель приписывает Ликургу (правда, несколько неуверенно) создание системы криптий. «Говорят, — пишет философ, — что он [Ликург] ввёл и криптию, на основании которой они [спартанцы] ещё и теперь, выходя днём, прячутся, а по ночам [текст испорчен] с оружием и убивают столько илотов, сколько оказывается удобным».
Согласно Плутарху, Ликург предпринял ряд мер для установления имущественного равенства. Он разделил государственную землю на девять тысяч клеров (участков, приносивших равный доход), и каждая спартанская семья получила по одному такому участку. Все спартиаты независимо от их знатности теперь должны были участвовать в совместных трапезах (сисситиях или фидитиях), ежемесячно сдавая для этого определённое количество продуктов. В Спарте было запрещено обращение золотых и серебряных монет; вместо них Ликург начал чеканить монету из железа, «да и той при огромном весе и размерах назначил ничтожную стоимость, так что для хранения суммы, равной десяти минам, требовался большой склад, а для перевозки — парная запряжка». Следствием этого стали почти полное исчезновение внешней торговли, деградация ремёсел, отказ спартанской элиты от роскоши.
«Самым важным и самым прекрасным делом законодателя» Ликург считал, согласно Плутарху, дело воспитания. Он ввёл порядок, при котором девушки занимались физическими упражнениями наравне с юношами, забыв «об изнеженности, баловстве и прочих женских прихотях». Супруги встречались только по ночам и ненадолго, вообще не видя друг друга при свете дня. Для них не были характерны чувства собственности и ревности, так что для спартиата считалось нормальным на время отдать жену другому, чтобы она забеременела от достойного гражданина.
Новорождённых осматривали старейшины филы, принимавшие решение о их дальнейшей судьбе. Если «ребёнок был тщедушным и безобразным, его отправляли к Апофетам (так назывался обрыв на Таигете), считая, что его жизнь не нужна ни ему самому, ни государству». Когда мальчикам исполнялось семь лет, их забирали у родителей, и с этого момента они воспитывались вместе, разделённые по отрядам.
«Он приучал сограждан к тому, чтобы они и не хотели, и не могли жить врозь, но, подобно пчёлам, находились в нерасторжимой связи с обществом, все были тесно сплочены вокруг своего руководителя и целиком принадлежали отечеству, почти что вовсе забывая о себе в порыве воодушевления и любви к славе».

## В культуре

### Античная традиция
Даже у древних авторов не было точных данных о Ликурге и его деятельности. Это связано с отсутствием в Спарте своей традиции историописания и с закрытостью этого полиса: иностранцы бывали там редко, а местные власти старались скрывать всё, что у них происходило. Между тем Спарта была предметом постоянного интереса со стороны древнегреческих интеллектуалов из-за её военных успехов и специфичности её устройства. В результате слишком большое значение приобрели легенды и слухи об этом полисе; отделение таких легенд и слухов от реальных фактов является серьёзной проблемой для антиковедов.
Самый ранний из сохранившихся источников, упоминающих Ликурга, — «История» Геродота (не ранее середины V века до н. э.). При этом известно, что о реформировании спартанского строя писали и раньше: Тиртей в одном из дошедших до нас стихотворных отрывков своей «Евномии» излагает содержание Большой Ретры, а логограф Гелланик приписывает реформы первым царям Спарты, Проклу и Еврисфену (за это его позже упрекал Эфор). Плутарх, рассказывая о Ликурге, ссылается на Симонида Кеосского, жившего раньше Геродота, но он мог ошибиться. В действительности речь здесь может идти о генеалоге Симониде, жившем позже.